# Ženy v Osmanské říši

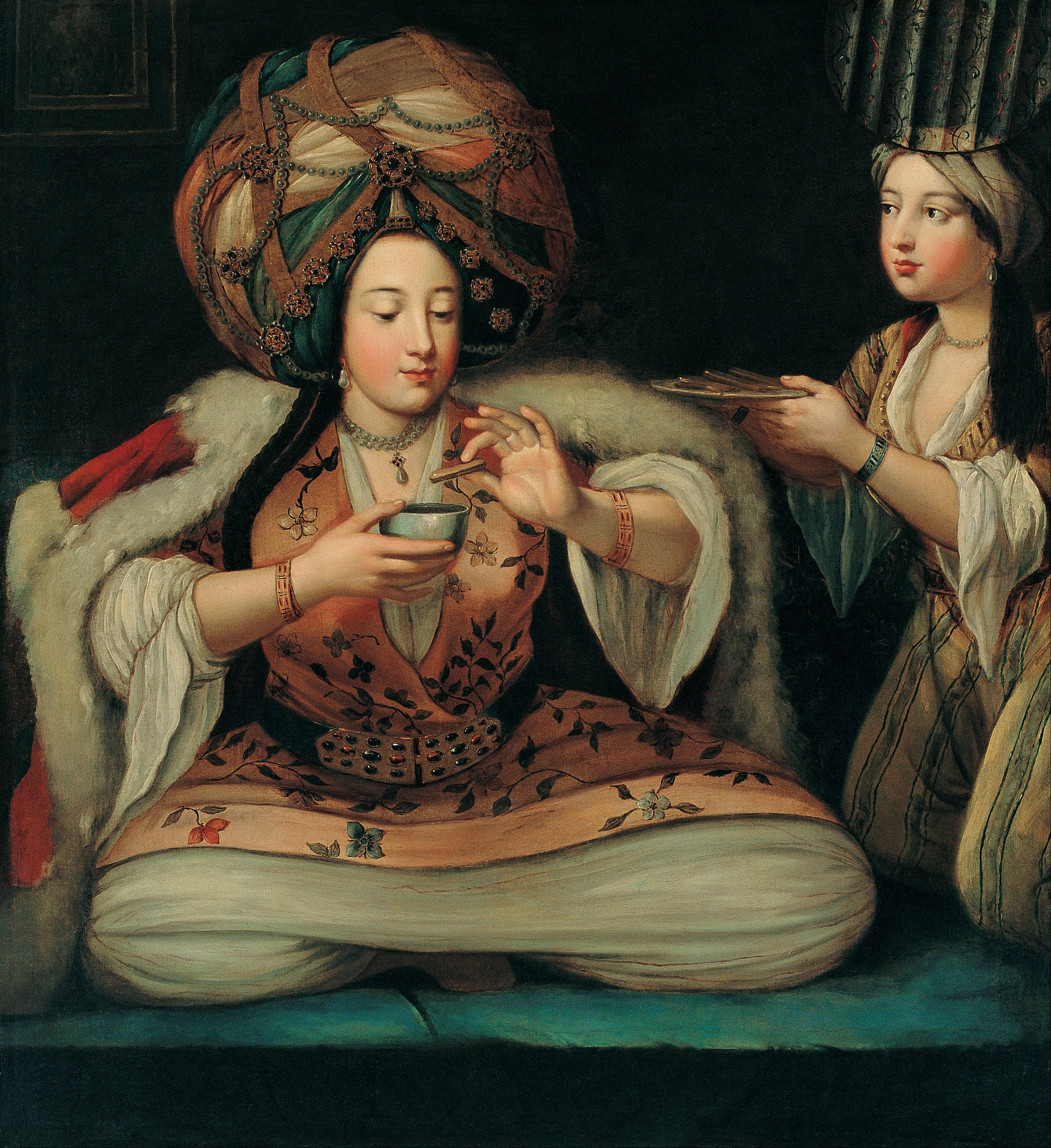
Osmanské turecké ženy popíjející kávu. Harém bylo místo pro muslimské ženy všech společenských vrstev. V harému v hlavním paláci sultána se ale navíc mohly ženy podílet na politice.

Ženy v Osmanské říši měly rozdílná práva a pozice závisející na jejich náboženském vyznání a postavení. Osmanské ženy byly od mužů odlišovány, mohly získávat a prodávat majetky, dědit a nabývat bohatství a účastnily se i na dalších záležitostech ohledně finančnictví. Během období Tanzimatu v 19. století získaly svá vlastní práva a rozšířily se jim možnosti vzdělání. První školy pro ženy vznikaly už v roce 1858 a mohly se zde vzdělávat pouze manželky a matky muslimů.
Sultanát žen, éra označující období od 20. let 16. století až do poloviny 17. století, bylo období, během kterého byly ženy na poměry muslimských říší velmi vysoce postavené v politice díky tomu, že už byly legálně provdávány za vládnoucí hlavu státu a mohly být regentkami svých mladých synů. Valide Sultan a hlavní konkubíny (manželky) získávaly velmi vysoké postavení v palácových harémech. Jedny z nejvýznamnějších valide sultánek byly Nurbanu Sultan, Safiye Sultan, Handan Sultan, Halime Sultan, Kösem Sultan a Turhan Hatice Sultan.

## Společenský život
V době existence Osmanské říše byly některé aktivity ženám odepřeny nebo omezovány, mohly se stýkat pouze s členy své rodiny. Mezi sebou se poté ženy stýkaly ve svých domech nebo při návštěvách koupelí. Vysoce postavené ženy, s výjimkou těch žijících v paláci, se směly navštěvovat navzájem ve svých domech. Ty, které žily v paláci, byly učeny přísným pravidlům a nesměly se příliš stýkat s lidmi odjinud. Městské ženy se navštěvovaly ve svých domech a také v lázních, což byl významný společenský rituál. Ženy sem přinášely tu nejlepší koupelovou kosmetiku a nosily vysoké dřevěné sandály. Nejdůležitější roli jejich veřejného života pak hrál oděv. Podle slov manželky britského velvyslance v 18. století, Lady Mary Wortley Montagu, oděv žen měl prezentovat jejich důstojnost a práva. Oblékaly se tak nejen podle svého společenského statusu, ale i podle události. Oděvy byly rozděleny na dvě kategorie: obleky pro běžné denní nošení a obleky na vzácné události. V 18. století, kdy měl na místní život vliv i západní styl, se osmanské ženy častěji setkávaly s ženami evropskými. Tyto styky daly nový směr pro společenský život osmanských žen. Aby s ženami z Evropy mohly komunikovat, učily se převážně francouzsky. Spoustě ženám se poté společenský život změnil úplně od základů. Postupně se osmanské ženy s evropskými mohly setkávat i ve svých domech a nečekaly je za to žádné právní postihy.

## Vzdělání
Až do 19. století neexistovaly v říši žádné veřejné vzdělávací instituce pro ženy. Vzdělání žen začínalo již v útlém věku a v soukromí jejich domova – dívky se učily, jak správně žít a fungovat v domácnosti. Mladé osmanské ženy byly stejně jako harémové ženy učeny i šití, vyšívání, hře na harfu, zpěvu a správnému chování ve společnosti a při různých událostech.
Období Tanzimatu v 19. století dalo ženám nová práva, včetně práva na vzdělání. První školy pro ženy, zvané Rüştiyes, se otevřely v roce 1858 a nejvíce jich potom přibývalo v roce 1869, kdy bylo základní vzdělání pro všechny povinné. V 60. letech 19. století vznikaly pro ženy další možnosti pro vzdělávání. V této dekádě měly možnost začít studovat i na středních školách, kolejích a průmyslových školách, které do té doby byly jen pro muže. Zatímco mužské vzdělání spočívalo v učení se řemesla, ženy se učily jak se stát lepšími muslimkami, manželkami a matkami s přesně danými sociálními povinnostmi. Ženy, které se začínaly vzdělávat až v dospívajícím věku, se učily hlavně etiketě, psaní a čtení. Harémové učení žen se později stalo veřejným.
Posun ve vzdělání žen byl také podporován nejvíce uznávaným ženským magazínem Hanimlara Mahsus Gazette (Vlastní ženské noviny), které byly vydávány čtrnáct let a byly úspěšné hlavně díky svým vlastním námětům. Hlavními správci a vydavateli novin byly ženy a kromě inovací také radily, jak se stát lepší ženou, matkou, manželkou a muslimkou. Hlavními tématy bylo diskutování o feminismu, oblečení, ekonomice a autonomii, srovnávající osmanskou modernizaci státu s japonskou modernizací a technologií. Nejčastěji se tu v 19. století pak vyskytovaly články pro ženy ze střední vrstvy, které mimo pojednávání o životě v domácnosti, víře a výchově dětí psaly i bulvární články. Mimo jiné zde byla ukazována móda jiných kultur, nejvíce pak oblékání evropských žen.

## Politika
Až do 16. století ženy žádným způsobem do politiky nezasahovaly. V roce 1520 na trůn usedl sultán Sulejman I. Během jeho vlády se harém přesunul přímo do hlavního paláce. Ženy z harému pak postupně během 16. století nabývaly větší moci díky bližším vztahům se sultánem. Období od počátku Sulejmanovy vlády až po polovinu 17. století se nazývá sultanátem žen. Mimo jiné se nejmocnějšími ženami stávaly otrokyně, které nebyly ani muslimského ani osmanského původu. Často se tedy stávalo, že ženy, které byly nakoupeny na trzích otroků pouze pro sultánovu zábavu, byly nakonec matkami sultánů budoucích a často i nejoblíbenějšími manželkami. I takové se mohly tedy stát Valide sultánkou a mohly zasahovat do celkové politiky říše. Strážily konkubíny a později i přijímaly cizí velvyslance místo sultána anebo spolu s ním. Tím se postupně práva nejen vysoce postavených žen, ale i těch obyčejných postupně zvyšovaly a začínaly mít ve společnosti větší váhu. Mezi dvě nejvýznamnější ženy patřily Kösem Sultan a Turhan Hatice Sultan, které byly regentkami svých synů, kteří se k vládě dostali jako velmi mladí. Měly tedy skrze své sny možnost ovlivňovat politický chod říše. I přes veškerý společenský vzestup ženy nesměly harém opouštět a ani vycházet za jeho zdi. To mohly pouze matky sultánů a i ty měly možnosti velmi omezené. Mohly se účastnit veřejných oslav a účastnit se zasedání divánu, musely však být pečlivě zahalené. Častokrát pak měly i sloužící, kteří jim pomáhali ovlivňovat chod mimo harém. V samotném harému pak mohly matky sultánů vládnout konkubínám, vybírat ženy pro své syny, povyšovat harémové služebníky a zařizovat pro otrokyně sňatky. Mezi eunuchy pak vybíraly své věrné služebníky, díky kterým mohly pak celý chod harému ještě více ovlivňovat.

## Osmanské zákony pro ženy

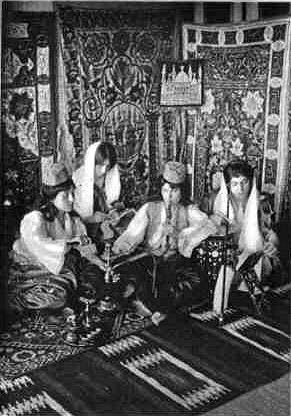
Turecké ženy kouřící vodní dýmku okolo roku 1910

V Osmanské říši se ženy stejně jako všichni ostatní musely ženy řídit islámským právem Šária, který ačkoliv říše měla své zákony, byl zákonem nejvyšším. Ženy však směly dědit a vlastnit majetky, což tento zákon jindy zakazuje. Také směly přistupovat k soudnímu řízení bez konzultace s mužem (pokud se nejednalo o rozvod), směly získat náboženské vzdělání a učit se vědním oborům, nakonec být i finančně nezávislými.
Muslimské ženy v Osmanské říši byly souzeny podle práva Šária, které jim udávalo předpisy na tresty za zločiny, ale také podmínky pro zasahování do politiky, ekonomiky a osobních věcí jako sexuální aktivity, hygienu, stravu, modlitby a každodenní etiketu a půst.
Existují dva primární zdroje práva Šária: zásady stanovené v koránských verších (ayahs) a v Hadís, což je aplikace islámu praktikována prorokem Mohamedem a jeho společníky. Pokusy o aplikování práva Šária jsou známé jako fishq, v překladu islámská právní věda. Tyto vědy se poté vyučovaly i na školách pro soudce.
Islámské práva (Hadís) pak byly po celou dobu existence Osmánské říše platné a hojně využívané. Soudce (Kádí) pak při rozhodování mohl využívat pouze toto právo. Muftí (obhájci, poradci soudce) moohli pak skrze tato práva odpovídat na otázky.
Některé z žen se v tomto období měly velmi dobře. Muslimské ženy pak mohly nakupovat a prodávat majetky, dědit a bohatnout, půjčovat si a půjčovat peníze a směly sloužit osmanské šlechtě a vojákům.
Postavení žen u soudu se dá potom doložit díky dochovaným záznamům z roku 1541 ze soudu Aintab. Ženy a muži byli u soudu souzeni zvlášť a nebyli přítomni oba současně. I tady musely být ženy kompletně zahaleny. Řízení osmanských soudů poté u žen záviselo na morálce, přísaze a svědectví minimálně 4 svědků. Při zločinech pak bývalo svědků nejméně, aby mohly být vždy prokázány. Do značné míry však ženy jako svědkyně vypovídat nemohly a jelikož většinu svého času trávily s jinými ženami, zločiny se jim bez mužských svědků těžce dokazovaly. Nemuslimské se pak snažily také zasáhnout do práva šária a chtěly dosáhnout větší autonomie. Měly přístup k soudnímu systému, mohly kontaktovat soudce, ale také mohly být k soudu předvedeny. Mnoho evropských žen provdaných za Osmany ale nemělo stejná práva jako místní muslimky. Nemohly vlastnit majetky a to až do přelomu 19. a 20. století. Díky tomu, že ženy měly tak rozsáhlý přístup k soudnictví, pochází většina záznamů o jejich postavení ve společnosti právě z nich.
Rozvody byly poměrně časté a mohly být provedeny i na popud ženy. Nicméně, muži pro rozvod nemuseli uvádět důvod a mohli se rozvést se třeba jen proto, aby mohli pojmout další ženu. Ženy však důvod uvést musely a musely ho navíc ještě obhájit. Po rozvodu ženy mohly přijít o všechny své majetky a finanční benefity, kterých nabyly během manželství a dost často musely svým mužům i zaplatit nemalou částku.

## Ženy v otroctví

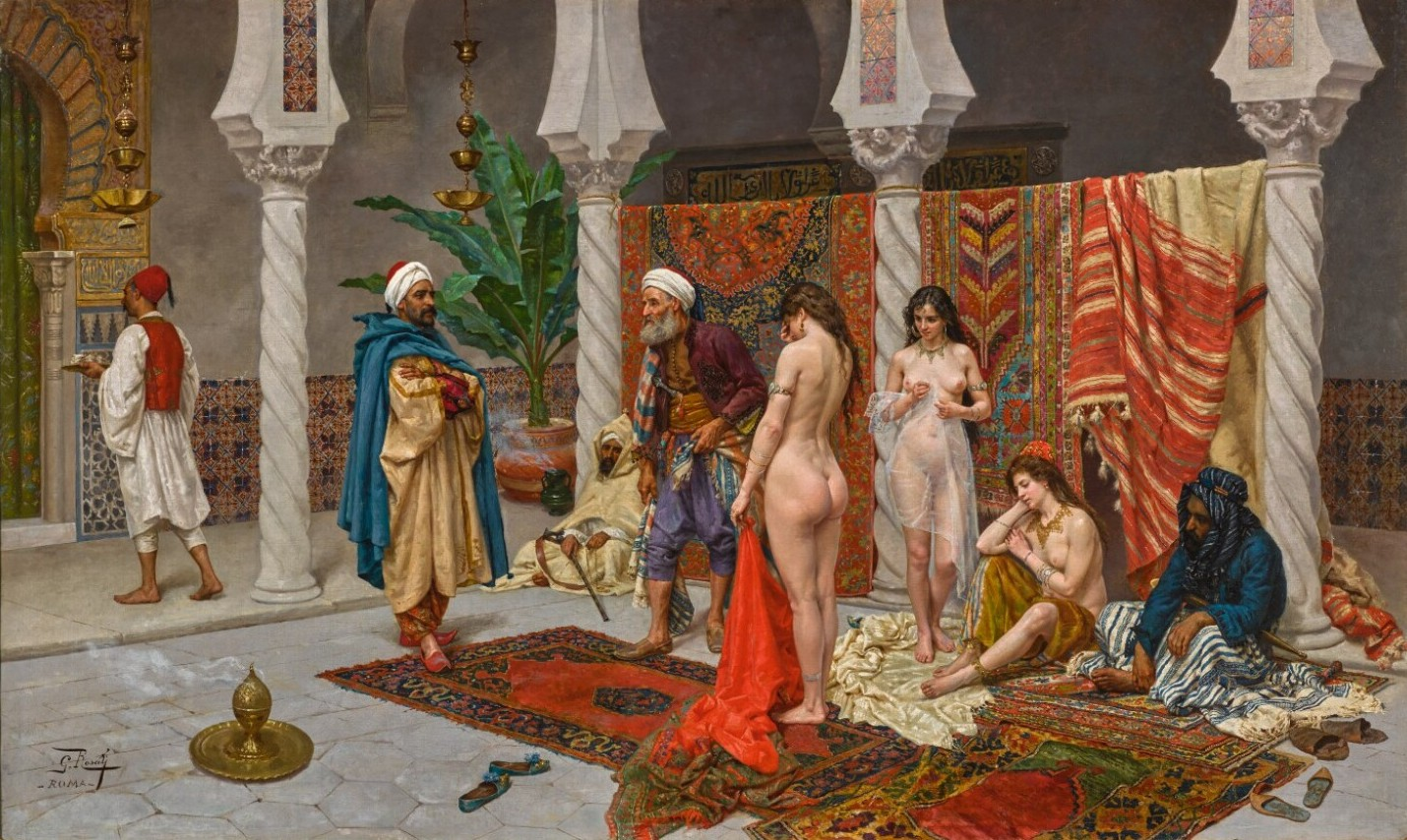
Giulio Rosati – Čerkeské krásky

Čerkesky, Syřanky a Nubijky byly třemi nejčastějšími příslušnicemi národů, které byly mezi ženami v Osmanské říši zotročovány. Čerkeské dívky byly známé pro svou bílou pleť a nejčastěji byly přiváženy krymskými Tatary, kteří je Osmanům prodávali. Byly nejdražší a jejich cena se vyšplhala až na trojnásobek ceny jedné obyčejné otrokyně. Mezi Turky pak tyto ženy bývaly nejoblíbenější. Syřanky měly zase tmavé oči a vlasy a trochu tmavší pleť. Nejčastěji byly přiváženy z Anatolie. Byly popisovány jako nejkrásnější mladé ženy. Ženy z Nubie pak byly nejlevnější a méně často byly využívány pro sexuální potřeby. Většinou byly využívány pouze jako služky.
Konkubíny pro sultána poté mezi otrokyněmi bývaly pečlivě vybírány. Ve většině případů se jednalo o křesťanky. Matky sultánů (technicky vzato také otrokyně) získávaly významný titul Valide Sultan, který jim poté zajistil vyšší postavení ve společnosti hned po boku vládce říše. Nejznámějšími byly například Kösem Sultan, dcera řeckého kněze, která zaujala vysoké postavení v prvních dekádách 17. století. Známá nejen v Osmanské říši, ale i po celé Evropě, byla i manželka Sulejmana I., Hürrem Sultan.
Konkubíny byly hlídané zotročenými eunuchy, pocházejících většinou z Afriky. Eunuši byli poté řízeni jejich Kizlar Agou (hlavní aga hlídající zotročené ženy). Zatímco islámské právo zakazovalo vyklešťování mužů, na etiopské křesťany se toto právo v Osmanské říši nevztahovala; tito zotročení a poté i vykastrovaní sloužili osmanské Vysoké portě. Koptská pravoslavná církev se poté hodně podílela na dodávání těchto otroků, určených ke kastraci. Koptští kněží poté zbavovali muže jejich penisu a pohlavních orgánů ve věku osmi let. Eunuši poté bývali prodáváni do Osmanské říše. Osmané poté preferovali muže, kteří byli zbaveni mužství nemuslimskými kněžími, aby hrůzný čin nespočíval na jejich bedrech.